# Michelle Capes
Michelle Edith Capes OAM, nach Heirat Michelle Edith Hager (* 3. Oktober 1966 in Fremantle, Western Australia), ist eine ehemalige australische Hockeyspielerin, die mit der Australischen Hockeynationalmannschaft 1988 Olympiasiegerin und 1990 Weltmeisterschaftszweite war.

## Sportliche Karriere
Bei der Weltmeisterschaft 1986 in Amstelveen belegte die australische Mannschaft nur den dritten Platz in ihrer Vorrundengruppe und verpasste damit den Einzug ins Halbfinale. Am Ende belegten die Australierinnen den sechsten Platz. Michelle Capes war in allen sieben Spielen dabei, erzielte aber kein Tor.
Zwei Jahre später trat Capes mit der australischen Mannschaft bei den Olympischen Spielen 1988 in Seoul an. Die Australierinnen belegten in der Vorrunde mit einem Sieg und zwei Unentschieden den zweiten Platz in ihrer Gruppe hinter den Südkoreanerinnen. Nach einem 3:2 im Halbfinale gegen die Niederländerinnen trafen die Australierinnen im Finale wieder auf die Südkoreanerinnen. Im Finale erzielte Debbie Bowman in der 41. Minute den Führungstreffer, das Tor zum 2:0-Endstand steuerte Lee Capes bei.
1990 war Sydney Austragungsort der Weltmeisterschaft. Die Australierinnen gewannen ihre Vorrundengruppe und siegten im Halbfinale nach Verlängerung gegen die Südkoreanerinnen. Im Finale unterlagen sie den Niederländerinnen mit 1:3.
1992 verfehlten die Australierinnen das Halbfinale bei den Olympischen Spielen in Barcelona. In den Platzierungsspielen erreichten sie den fünften Platz. Ihr einziges Tor bei einem Olympiaturnier erzielte Michelle Capes im Spiel gegen die Neuseeländerinnen.

## Familie
Beim Olympiasieg 1988 gehörten die Schwestern Lee und Michelle Capes zur australischen Mannschaft. Michelle Capes heiratete den Hockeyspieler Mark Hager, der 1988 und 1996 bei den Olympischen Spielen antrat.